# Debis-Haus
El debis-Haus es un edificio de oficinas localizado cerca de Potsdamer Platz en Berlín. Con 106 metros de altura es el cuarto rascacielos más alto de la ciudad. Junto con otros edificios de estilo similar, es parte de la Daimler Quartier. debis-Haus comenzó su construcción en 1993 y se prolongó hasta 1997. El debis-Haus es propiedad de Daimler AG y fue diseñado por el arquitecto Renzo Piano para ser la sede de Daimler-Benz, que después de la reestructuración del grupo, se constituyó en Daimler AG.

## Ubicación y entorno
El edificio está situado en el extremo sur del barrio Daimler Quartier, en el distrito de Tiergarten (al sur de Berlín). La plaza Potsdamer Platz está a poca distancia a pie. En su diseño, debido a su altura y localización amplia la torre se puede observar desde todo el distrito. En el sur limita con el canal Landwehrkanal. Al Oeste está la entrada sur del túnel de Tiergarten (B 96), un lago artificial y, finalmente, los límites de la Marlene-Dietrich-Platz. En el frente noreste se encuentra en la carretera Eichhorn.

## Arquitectura
Arquitectónicamente, la debis-Haus fue diseñada por el arquitecto Renzo Piano durante todo un trimestre. Llama la atención, especialmente la fachada, de paneles de colores cálidos naturales de terracota, que evita deliberadamente actuación del frío como ocurre en superficies de piedra de acero, el vidrio o el pulido.
El complejo está dividido en edificios de diferentes alturas. Desde lejos, se aprecia la torre de 106 metros de altura con el logotipo de debis en la parte superior, que es también utilizada como chimenea de ventilación para el túnel de Tiergarten. El segundo edificio más alto después de la torre es otra torre de 23 pisos que da forma al extremo sur del complejo.
En el exterior sureste del edificio se localiza una cubierta visible con la escultura Landed (en alemán: "aterrizado") creada por el artista holandés Auke de Vries. El trabajo fue terminado en 2001 y parece idéntica a una cruz, que consiste en una cápsula espacial móvil y un aviario.

### Atrium
La parte menos profunda del norte del edificio encierra el atrio, el cual tiene las mismas dimensiones que la Catedral de Notre Dame. Es luminoso y agradable y los rayos penetran por un techo de cristal. En el interior, hay una instalación de máquinas lumínicas "Blue Light" (de François Morellet) y una escultura de 12 metros de altura "Meta-Maxi" (de Jean Tinguely).
Originalmente concebido como una transición entre los sectores público y privado del complejo, desde los ataques  terrosriastas del 11 de septiembre de 2001 ya no está disponible al público.

## Sostenibilidad
Las formas ecológicas son la idea principal de los edificios que ocupan el distrito berlinés y en particular el debis-Haus. Contiene una planta con producción combinada de calor y fuentes de alimentación del edificio con calefacción y refrigeración. La inusual fachada está formada por una segunda piel exterior de vidrio, con ventilación regulable, en las habitaciones hay plantas naturales que resisten incluso cambios bruscos de temperatura. En su mayoría, los techos recogen el agua que cae sobre los tejados en cisternas y se utiliza para la descarga de los inodoros y los suministros de aguas superficiales adyacentes.